# NGC 3963
NGC 3963 est une galaxie spirale barrée située dans la constellation de la Grande Ourse. NGC 3963 a été découverte par l'astronome germano-britannique William Herschel en 1790.

## Caractéristiques
La classe de luminosité de NGC 3963 est II-III et elle présente une large raie HI.

### Distance
Sa vitesse par rapport au fond diffus cosmologique est de 3 329 ± 11 km/s, ce qui correspond à une distance de Hubble de 49,1 ± 3,4 Mpc (∼160 millions d'al).
À ce jour, quatre mesures non basées sur le décalage vers le rouge (redshift) donnent une distance de 17,600 ± 0,424 Mpc (∼57,4 millions d'al), ce qui est très loin à l'extérieur des valeurs de la distance de Hubble.

## Groupe de NGC 3963
La galaxie NGC 3963 fait partie d'un groupe de galaxies qui porte son nom, le groupe de NGC 3963. Sept galaxies de ce groupe sont indiquées dans un article publié par A.M. Garcia en 1993, soit NGC 3770, NGC 3809, NGC 3894, NGC 3895, NGC 3958, NGC 3963 et UGC 6732.
Abraham Mahtessian mentionne aussi ce groupe dans un article publié en 1998 en y ajoutant la galaxie NGC 3835A désignée comme 1144+6034 pour CGCG 1144,6+6034. Dans cet article, UGC 6732 est désigné comme 1142+5915 pour CGCG 1142,8+5915.